# Медаль «В память 300-летия царствования дома Романовых»
Медаль «В память 300-летия царствования дома Романовых» — государственная награда Российской империи, юбилейная медаль.

## Основные сведения
Медаль «В память 300-летия царствования дома Романовых» — медаль Российской империи для награждения лиц, имевших отношение к празднованию юбилея 300-летия дома Романовых. Учреждена 21 февраля 1913 года по указу императора Николая II.

## Порядок вручения
Медаль, вместе со свидетельством о пожаловании, вручалась следующим категориям граждан:
- Юнкерам и пажам специальных классов;
- Всем нижним чинам, состоящим на момент 21 февраля 1913 года на службе в армии, флоте, отдельном корпусе пограничной стражи, отдельном корпусе жандармов, полиции, конвойных командах и тюремной страже;
- Представителям крестьянства, присутствовавшим на торжествах, в которых участвовал Николай II.

Кроме того, широкий круг лиц награждался правом ношения медали и соответствующим свидетельством, а сама медаль должна была приобретаться за плату. Право ношения медали предоставлялось:
- Всем лицам, состоявшим на момент 21 февраля 1913 года на государственной службе в военном, морском, гражданском или придворном ведомстве;
- Членам Государственного совета или Государственной думы Российской империи;
- Священнослужителям и духовным лицам всех религий;
- Служащим на выборных должностях в земствах, дворянских и городских самоуправлениях;
- Вольнонаёмным и нештатным служащим правительственных учреждений, обоего пола;
- Чиновникам морского и гражданского ведомств в отставке, имевшим право носить мундир;
- Учителям и воспитателям обоего пола в всех государственных высших, средних и низших учебных заведениях;
- Артистам императорских театров;
- Сёстрам милосердия Российского общества Красного Креста;
- волостным старшинам, председателям волостных судов, сельским старостам, гминным войтам и соответствующим им должностным лицам волостных и сельских управлений;
- Лицам, награждённым знаком отличия Военного ордена;
- Всем лицам, активно участвовавшим в подготовке и организации празднования юбилея или принимавшим участие в самих торжествах;
- Мастеровым, медальерам и рабочим, изготовлявшим медали на монетном дворе[2][3][4][6][8].

## Описание медали
Медаль сделана из светлой бронзы. Диаметр 28 мм. На лицевой стороне медали два погрудных портрета: император Николай II в форме полковника 4-го стрелкового Императорской фамилии лейб-гвардии полка и царь, основатель династии, Михаил Фёдорович в шапке Мономаха и бармах. По краю медали — орнамент из повторяющихся чёрточек и точек. Изображение на лицевой стороне очень близко к изображению на юбилейных серебряных монетах номиналом 1 рубль. На оборотной стороне располагалась горизонтальная надпись в пять строк:
ВЪ ПАМЯТЬ
300-ЛѢТІЯ
ЦАРСТВОВАНІЯ
ДОМА РОМАНОВЫХЪ
1613-1913
Основной тираж (более 1 500 000 экземпляров) был изготовлен на Санкт-Петербургском монетном дворе. Всего к 26 июня 1914 года в монетный двор поступило не менее 2 028 166 заказов на изготовление медалей. Автор проекта медали — Антон Фёдорович Васютинский. Автор барельефа на лицевой стороне медали — скульптор Михаил Аркадьевич Керзин.
Допускалось изготовление медали частными мастерскими. Они могли значительно отличаться деталями изображения. Некоторые медали, изготовленные частными мастерскими, были из серебра, иногда позолоченного, и, реже, из золота. Кроме того, известны фрачные варианты медали, диаметром примерно 15-16 мм.

## Порядок ношения
Медаль имела ушко для крепления к колодке или ленте. Носить медаль следовало на груди. Лента медали — бело-жёлто-чёрная, что соответствует цветам старого флага Российской Империи.

## Изображения медали и документов
- Лента
- Медаль "В память 300-летия Царствования Дома Романовых", аверс, государственный чекан
- Медаль "В память 300-летия Царствования Дома Романовых", реверс, государственный чекан
- Свидетельство о пожаловании медалью